# Giro dell'Appennino 1984
Il Giro dell'Appennino 1984, quarantacinquesima edizione della corsa, si svolse il 17 giugno 1984, su un percorso di 237,9 km. La vittoria fu appannaggio dell'italiano Mario Beccia, che completò il percorso in 6h33'46", precedendo i connazionali Fabrizio Verza e Wladimiro Panizza.
I corridori che partirono furono 47, mentre coloro che tagliarono il traguardo di Pontedecimo furono 28.

## Ordine d'arrivo (Top 10)
| Pos. | Corridore           | Squadra           | Tempo    |
| ---- | ------------------- | ----------------- | -------- |
| 1    | Mario Beccia        | Malvor-Bottecchia | 6h33'46" |
| 2    | Fabrizio Verza      | Bianchi-Piaggio   | s.t.     |
| 3    | Wladimiro Panizza   | Atala-Campagnolo  | a 28"    |
| 4    | Alessandro Pozzi    | Bianchi-Piaggio   | a 59"    |
| 5    | Claudio Torelli     | Sammontana        | a 1'03"  |
| 6    | Johan van der Velde | Metauro Mobili    | s.t.     |
| 7    | Marino Lejarreta    | Alfa Lum-Olmo     | s.t.     |
| 8    | Ennio Vanotti       | Bianchi-Piaggio   | s.t.     |
| 9    | Paul Wellens        | Ariostea-Benotto  | a 1'51"  |
| 10   | Jesper Worre        | Sammontana        | a 2'33"  |